# Гомес, Иэн
Иэ́н Го́мес (англ. Ian Gomez; род. 27 декабря 1964, Нью-Йорк) — американский актёр.

## Биография
Иэн Гомес родился 27 декабря 1964 года в Нью-Йорке, выходец из семьи актёра и танцовщицы, имеет пуэрто-риканские и еврейские корни. В 1993—2018 годах был женат на актрисе Ние Вардалос, известной по фильму «Моя большая греческая свадьба».

## Карьера
Иэн Гомес играл в таких телесериалах, как «Мелроуз-Плейс», «Женаты… с детьми», а также фильмах «Новичок сезона», «Моя большая греческая свадьба», «Последний кадр». В 2009—2015 годах снимался в ситкоме «Город хищниц».

## Избранная фильмография
| Год       |    | Русское название                  | Оригинальное название      | Роль                |
| --------- | -- | --------------------------------- | -------------------------- | ------------------- |
| 1993      | ф  | Чрезмерное насилие                | Excessive Force            | Лукас               |
| 1993      | ф  | Новичок сезона                    | Rookie of the Year         | Чудак Беллман       |
| 1995      | с  | Женаты… с детьми                  | Married… with Children     | сотрудник автомойки |
| 1997      | ф  | Ускользающий идеал                | Til There Was You          | Скотт               |
| 1998      | с  | Мелроуз-Плейс                     | Melrose Place              | сотрудник отеля     |
| 1999      | ф  | Эд из телевизора                  | EDtv                       | Макилвейн           |
| 2002      | ф  | Моя большая греческая свадьба     | My Big Fat Greek Wedding   | Майк                |
| 2002      | тф | Дети-шпионы                       | Get a Clue                 | Орландо Уокер       |
| 2002      | с  | Полиция Нью-Йорка                 | NYPD Blue                  | Джоэл Робинсон      |
| 2002      | с  | Умерь свой энтузиазм              | Curb Your Enthusiasm       | почти шеф           |
| 2003      | ф  | В погоне за Папи                  | Chasing Papi               | доктор Чу           |
| 2004      | ф  | В шоу только девушки              | Connie and Carla           | Стэнли              |
| 2004      | ф  | Последний кадр                    | The Last Shot              | агент Нэнс          |
| 2006      | с  | Седьмое небо                      | 7th Heaven                 | психолог            |
| 2006      | с  | Остаться в живых                  | Lost                       | Мансон              |
| 2007      | с  | Герои                             | Heroes                     | арт-дилер           |
| 2008      | с  | Как сказал Джим                   | According to Jim           | детектив            |
| 2009      | с  | Жизнь как приговор                | Life                       | Том Сантос          |
| 2009      | ф  | Я ненавижу День святого Валентина | I Hate Valentine’s Day     | Кей Джей Кен        |
| 2009      | ф  | Моё большое греческое лето        | My Life in Ruins           | администратор отеля |
| 2009—2015 | с  | Город хищниц                      | Cougar Town                | Энди Торрес         |
| 2012      | с  | До смерти красива                 | Drop Dead Diva             | Уоррен Паттон       |
| 2016      | ф  | Моя большая греческая свадьба 2   | My Big Fat Greek Wedding 2 | Майк                |
| 2016—2017 | с  | Супергёрл                         | Supergirl                  | Снаппер Карр        |
| 2018      | с  | Год жизни по-библейски            | Living Biblically          | отец Джин           |
| 2018      | ф  | Чувак                             | Dude                       | Джерри              |
| 2019      | ф  | Дело Ричарда Джуэлла              | Richard Jewell             | Дэн Беннетт         |
| 2020      | с  | Утреннее шоу                      | The Morning Show           | Грег                |